# Coppa del Brasile di rugby a 15 2010
La Coppa del Brasile di rugby 2010 è iniziata l'11 settembre e si è conclusa il 2 ottobre con la vittoria del Farrapos Rugby Clube di Bento Gonçalves.
Con la decisione della CBRu (Confederazione brasiliana di rugby) di portare il Campionato brasiliano di rugby da otto a dieci squadre, le squadre finaliste sono state ammesse direttamente al Campionato brasiliano di rugby 2011, mentre la terza classificata ha disputato uno spareggio con l'ottava classificata del Super 8 per decidere l'ultimo posto per il 2011.

## Squadre partecipanti
| Squadra  | Città           | Stato             |
| -------- | --------------- | ----------------- |
| BH Rugby | Belo Horizonte  | Minas Gerais      |
| Charrua  | Porto Alegre    | Rio Grande do Sul |
| Farrapos | Bento Gonçalves | Rio Grande do Sul |
| Federal  | San Paolo       | San Paolo         |

## Risultati

### Semifinali
| Belo Horizonte 11 settembre 2010 | BH Rugby | 5 – 10 | Federal |  |

| Bento Gonçalves 11 settembre 2010 | Farrapos | 9 – 5 | Charrua |  |

### Finale terzo posto
| Vinhedo 2 ottobre 2010 | BH Rugby | 22 – 14 | Charrua |  |

### Finale
| Vinhedo 2 ottobre 2010 | Federal | 0 – 30 | Farrapos |  |

## Vincitore
| Coppa del Brasile di Rugby 2010  |
| Farrapos Rugby Clube (1º títolo) |
| -------------------------------- |

Il Farrapos Rugby Clube e il Federal Rugby Club sono stati ammessi al Campionato brasiliano di rugby 2011.
Il Belo Horizonte Rugby Clube è stato ammesso allo spareggio per l'amissione al campionato brasiliano del 2011